# عملية عاصفة الشتاء

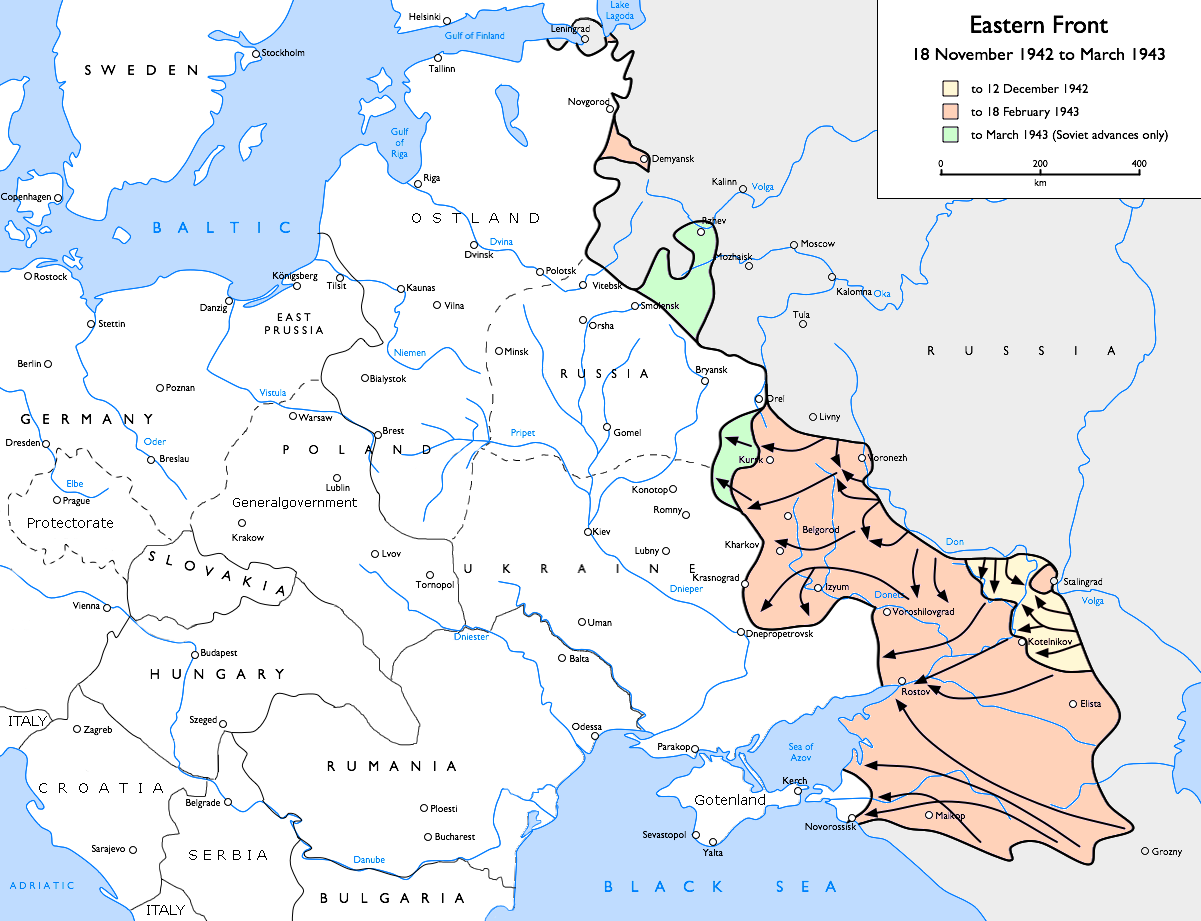
الجبهة الشرقية بين 19 نوفمبر 1942 و مارس 1943

عملية عاصفة الشتاء (بالألمانية: Unternehmen Wintergewitter) هي هجوم قام به الجيش الألماني خلال الحرب العالمية الثانية أراد من خلاله اختراق الخطوط الدفاعية السوفياتية بواسطة الجيش الرابع بانزر والتقدم ناحية مدينة ستالينغراد (حاليا: فولغوغراد) لكسر الطوق السوفياتي عن الجيش السادس الألماني المحاصر داخل المدينة بعد معركة ستالينغراد.
في أواخر نوفمبر، نجح الجيش الأحمر بعد شنه عملية أورانوس على القوات الألمانية في محاصرة حوالي 250,000 من قوات المحور داخل مدينة ستالينغراد، أعاد الألمان تنظيم صفوفهم وتم تشكيل جبهة جديدة هي مجموعة جيوش الدون بقيادة الماريشال إريش فون مانشتاين الذي كلف بقيادة عملية كسر الحصار عن الجيش السادس. في غضون ذلك كان الجيش الأحمر يحشد قواته في المنطقة تمهيدا لبداية عملية زحل التي تستهدف عزل مجموعة الجيوش «أ» الموجودة في منطقة القوقاز عن بقية الجيوش الألمانية. لمعالجة الموقف كان سلاح الجو الألماني «لوفتفافه» قد بدأ عملية تموين يومي للجيش السادس المحاصر عن طريق جسر جوي، لكن في ظل عدم قدرة «لوفتفافه» على نقل كميات كافية من الإمدادات، صار واضحا أن أي عملية اختراق للطوق السوفياتي يمكن أن تنجح فقط إذا شنت مبكرا، فعزم مانشتاين على شن العملية.
في البداية وعدت القيادة العليا للجيوش الألمانية مانشتاين بـ 4 فرق بانزر، لكن بعد ممانعة الجيوش الأخرى إضعاف قطاعاتها بسحب الفرق وإعادة نشر القوات، وقعت مهمة فتح ممر للجيش السادس على عاتق الجيش الرابع بانزر فقط، القوات الألمانية كان عليها مجابهة عدة جيوش سوفياتية كانت تعد لعملية تدمير الجيش السادس والهجوم نحو منطقة أسفل نهر تشير.
الهجوم الألماني بدأ يوم 12 ديسمبر وأخذ السوفيات على حين غرة ما مكن الألمان من تحقيق تقدم سريع في يومه الأول، رأس حربة الجيش كان مرفوقا بالدعم الجوي وكان قادرا على افشال عدة هجمات معاكسة سوفياتية. بحلول يوم 13 يدسمبر، أبطأ السوفيات التقدم الألماني كثيرا، ورغم تمكن الألمان من تجاوز نهر أكساي والوصول إلى المنطقة المحيطة بقرية فركين-كومسكي، أطلق الجيش الأحمر عملية زحل الصغير وهي تعديل لمخطط «عملية زحل» بعد تقليص أهدافه بسبب الهجوم الألماني. تمكن السوفيات في هذه العملية من تجاوز الجيش الثامن الإيطالي المتواجد على الجناح الأيسر لمجموعة جيوش الدون وصاروا يشكلون تهديدا كبيرا عليها. مع اشتداد المقاومة وتزايد الخسائر، ناشد مانشتاين كلا من هتلر وفريدريك باولوس قائد الجيش السادس من أجل أن يبدأ الجيش المحاصر عملية اختراق ناحية التقدم الألماني، كلاهما رفض. واصل الجيش الرابع بانزر محاولة التقدم لفتح ممر إلى الجيش المحاصر يومي 18-19 ديسمبر، لكنه لم يتمكن من تحقيق الهدف المنشود بدون مساعدة الجيش السادس. مانشتاين وجد نفسه مجبرا على إنهاء الهجوم مساء يوم 23 ديسمبر، وبدأ الجيش الرابع بانزر الانسحاب إلى مكانه انطلاقه. بسبب رفض هتلر اختراق جيشه السادس الحصار والانسحاب من ستالينغراد، وبعد فشل عملية الإغاثة التي قام بها مانشتاين، صار الجيش الأحمر قادرا على تدمير القوات الألمانية المحاصرة.

## سياق الأحداث

الجبهة الألمانية-السوفياتية بين 19 نوفمبر (بداية عملية أورانوس) و24 ديسمبر (نهاية عملية عاصفة الشتاء).

يوم 23 نوفمبر 1943، أحكم الجيش الأحمر الطوق على قوات المحور داخل مدينة ستالينغراد، حوالي 250,000 الف من الألمان، الرومانيين، الكروات ومتطوعين سوفيات في الجيش الألماني حوصروا داخل وحول مدينة ستالينغراد بحوالي 1.1 مليون جندي سوفياتي. وسط هذه الكارثة الوشيكة، عين أدولف هتلر الماريشال إريش فون مانشتاين قائدا لمجموعة جيوش الدون التي تم استحداثها والمكونة من الجيش السادس المحاصر والجيش الرابع بانزر وبقايا قوات الجيشين الرومانيين الثالث والرابع. مجموعة مانشتاين كلفت بالدفاع عن خط الجبهة بين مجموعتي الجيوش «أ» و «ب».
القيادة العليا للجيوش الألمانية (O.K.H) التي يرأسها أدولف هتلر قررت أن الجيش السادس يجب أن يبقى داخل ستالينغراد بدلا من محاولة اختراق سريع للحصار،، مع ضمان تموينه بالإمدادات جوا. القوات الألمانية كانت تحتاج تقريبا إلى 680 طن يوميا، لكن أسطول 500 طائرة نقل الذي تم تجميعه لم يكن كافيا للمهمة. الكثير من الطائرات كانت بالكاد تعمل وسط الشتاء السوفياتي العاصف. إلى منتصف ديسمبر، كانت طائرات الشحن التي تحطمت في الحوادث أكثر من التي تحطمت بسبب المقاتلات السوفياتية وصار الجيش السادس يحصل على أقل من 20% من حاجياته اليومية. زيادة على ذلك، القوات الألمانية المحاصرة كانت ما تزال تحت تهديد القوات السوفياتية المتواجدة في مواقعها بالضفة الغربية لـنهر الفولغا.
بعد إيقاعها بعدد غير متوقع من القوات الألمانية في الحصار، قررت "الستافكا" وهي القيادة السوفياتية تعزيز الطوق الخارجي استعدادا لتدمير قوات المحور داخل وحول ستالينغراد. في 24 نوفمبر بدأت عديد التشكيلات السوفاتية في ترسيخ وجودها وتعزيز دفاعاتها استعدادا لأي عمليات توغل ألماني محتمل من الغرب، كما عزز السوفيات قواتهم المواجهة للمدينة لمنع أي محاولة للاختراق من قبل الجيش السادس. في 25 نوفمبر بدأت «الستافكا» التخطيط لـ«عملية زحل» التي تستهدف تدمير الجيش الثامن الإيطالي وقطع خط المواصلات بين القوات الألمانية المتواجدة غرب نهر الدون والقوات المتواجدة في القوقاز، كما بدأ السوفيات التخطيط لـ«عملية الحلقة» (Operation Ring) التي كانت تستهدف تدمير الجيش السادس الألماني.
بنهاية «عملية أورانوس»، كانت القوات الألمانية المحاصرة ضعيفة للقيام بعملية الاختراق. فعلى سبيل المثال، نصف ما تبقى من مدرعات تم خسارتها في المعارك الدفاعية وكان هناك نقص حاد في الوقود والذخيرة بالنسبة للوحدات الشغالة بسبب عجز «لوفتفافه» عن نقل الكميات المتفق عليها. الماريشال فون مانشتاين اقترح هجوما مضادا لكسر الحصار السوفياتي اعطاه الاسم الترميزي (Unternehmen Wintergewitter) أي «عملية عاصفة الشتاء». مانشتاين رأى انه بسبب عدم قدرة «لوفتفافه» على القيام بعملية الإمداد الجوي، صار من المهم جدا القيام بعملية كسر الحصار «في أسرع وقت ممكن». في 28 نوفمبر، أرسل مانشتاين إلى هتلر تقريرا مفصلا عن حالة مجموعة جيوش الدون، مشتملا على تقدير قوات الجيش السادس وتقديرات الذخيرة المتوفرة للمدفعية الألمانية. الوضعية الاستراتيجية الصعبة جعلت مانشتاين مترددا بشأن ان كانت عملية الإغاثة تتحمل أم لا التأخير الناجم عن الانتظار لاستقبال كل الوحدات المخصصة للهجوم.
أجلت الستافكا «عملية زحل» إلى غاية 16 ديسمبر، في الوقت الذي كانت القوات السوفياتية تكافح لإنهاء وجود الألمان في منطقة أسفل نهر تشير. الجيش الأحمر بدأ هجوما في تلك المنطقة يوم 30 نوفمبر بمشاركة حوالي 50,000 جندي وجيش الدبابات الخامس، ما أجبر مانشتاين على استعمال فيلق البانزر 48 لإحكام المنطقة. رد السوفيات بتعزيز قواتهم بجيش مشكل حديثا هو جيش الصدمة الخامس (5th Shock Army) المؤلف من 71,000 جندي، 252 دبابة و814 قطعة مدفعية، وقد استمدت قواته من تشكيلات جبهة ستالينغراد والجبهة الجنوبية الغربية. نجح الهجوم السوفياتي في دفع فيلق البانزر 48 للتراجع وهو الذي كان مانشتاين يعول عليه لقيادة أحد الهجومات الرئيسية لكسر الحصار.

## المخطط الألماني والقوات المشاركة

مخطط عملية عاصفة الشتاء

كان مقررا للعملية أن تبدأ قبل 8 ديسمبر 1942 واعتمد مخططها في البداية على هجوم مزدوج من جانبين بكل من:
- الجيش الرابع بانزر: يتشكل من فيلق البانزر 57 ويقوده الجنرال هرمان هوث. بعدما فقد الجيش الفيلق 4 الذي حوصر داخل ستالينغراد مع الجيش السادس، تم تعويضه بفيلق البانزر 57 من مجموعة الجيوش أ والمشكل من فرقتي البانزر 6 و 23، كما ألحقت به فرقة لوفتفافه الميدانية 15.[22] نقطة انطلاقه مدينة كوتلينكوفو ليتقدم منها نحو ستالينغراد عبر مناطق شرق نهر الدون.
- جيش هوليدت: بقيادة كارل أدولف هوليدت شكل حديثا من الوحدات المتمركزة أسفل نهر تشير: 3 فرق مشاة (62، 296، 336) وفيلق البانزر 48 المشكل من فرقتي البانزر 11 و 22. ووعدت القيادة العليا مانشتاين بدغمه بالفرقة 3 الجبلية وفرقتي لوفتفافه ميدانيتين (7 و 8).[22] ينطلق هجومه من منطقة أسفل نهر تشير إلى نواحي مدينة كالاتش.

في المجموع خصص للعملية 4 فرق مشاة، 4 فرق بانزر و3 فرق لوفتفافه ميدانية. اقترح مانشتاين في رسالة إلى هتلر أن يكون الهدف من هجومه فتح ممر مؤقت إلى الجيش السادس يتم منه تزويده بالذخيرة والوقود لجعله يستعيد حرية حركته ومن ثمة سحبه من المدينة، لكن رفض هتلر أي خروج للجيش السادس من ستالينغراد.
كانت فرقة البانزر 11 إحدى أكثر الفرق الألمانية اكتمالا في الجبهة الشرقية فقد تم نقلها من احتياطي الجيش الألماني، وكذلك الأمر بالنسبة لفرقة البانزر 6 بقيادة إرهارد راوس التي تم تحويلها لمجموعة مانشتاين من فرنسا، وكانت تمتلك 160 دبابة و40 مدفع هجومي، أما فرقة البانز 23 فكان بها أقل من 30 دبابة، بينما كان أفراد فرق «لوفتفافه» الميدانية كانوا جنودا ضعاف التدريب، عديمي الخبرة فلم يخوضوا معارك كثيرة سابقا، وكان ينقصهم العتاد المناسب مثل مضادات الدبابات وقطع المدفعية.

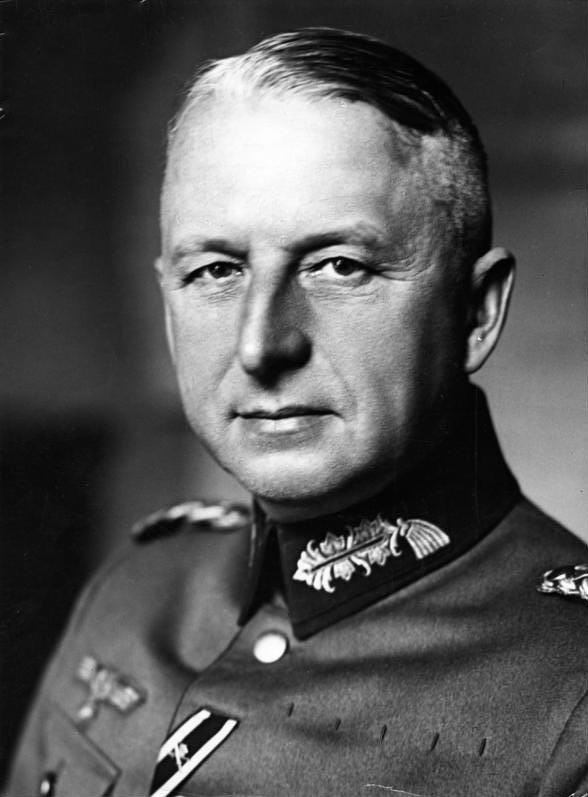
فيلد مارشال إريش فون مانشتاين قائد مجموعة جيوش الدون.

لم تسر الأمور على النحو الذي خطط له مانشتاين، فقد اضطر لتوجيه فرقتي المشاة 62 و296 وفرقة البانزر 22 لدعم الجيش الروماني الثالث في منطقة نهر تشير بسبب الهجوم السوفياتي المستمر. أما الفرقة 3 الجبلية فلم تصل بعد أن تم توجيهها لتغطية الخسائر في مجموعة الجيوش «أ» ومجموعة الجيوش الوسطى، ومع استحالة استعمال فرق «لوفتفافه» للمهام الهجومية، القوة الوحيدة الهجومية التي بقيت لجيش هوليدت كانت فيلق البانزر 48. وعدت القيادة العليا الألمانية قائد مجموعة الدون بإرسال فرقة المشاة 306 وفرقة البانزر 17 لكن وقت وصولهما كان يتجاوز الوقت المحدد لشن العملية.
قرر مانشتاين تعديل مخطط الهجوم المزدوج، فوضع اعتماده الأكبر على الجيش الرابع بانزر جاعلا من فيلق البانزر 57 العنصر الأساسي في العملية وتوجيه الجيش الرابع الروماني لحماية جناحه الشرقي. فيلق البانز 48 يكون دوره مساعدة الجيش الرابع انطلاقا من نقطة تواجده في «نيزن شيرسكايا» وعندما تصدر الأوامر يتقدم إلى رأس الجسر الذي يحتله الألمان في «فيركن-شيرسكي» ليهجم منها على خلفية الجيوش السوفياتية غرب نهر الدون ونحو مدينة كالاتش لقطع خط إمدادات السوفيات وتأمين الجسر هناك للجيش السادس. وعند تحقيق التقدم المطلوب تصدر الأوامر للجيش السادس ليخترق الطوق في اتجاهين الأول نحو جسر كالاتش والثاني نحو الجيش الرابع بانزر لتوحيد الجيوش الألمانية. بسبب تأخر وصول فيلق البانز 57 تم تأجيل بداية العملية إلى غاية يوم 12 ديسمبر.
لكن كل يوم يمر كان يغير في سير الأحداث، فقد شن السوفيات في 4 ديسمبر  هجوما كبيرا على مناطق أسفل نهر تشير لاختراق القوات الألمانية، كافحت فرقتا المشاة 62 و296 وفرقة البانزر 11 لإحكام خط الجبهة لكنها تعرضت لخسائر كبيرة وصارت معها مهددة بالانهيار، ما سيمكن السوفيات من التوغل نحو مدينتي تاتيسنسكايا وموروزوفسك وبهما المطاران المستعملان لتموين الجيش السادس. أمام الخطر الداهم اضطر مانشتاين لتوجيه فيلق البانز 48 وهو آخر ما يملكه جيش هوليدت للمشاركة في الهجوم لمنع اختراق السوفيات خط الدفاع الألماني، لينتهي بذلك دوره في العملية.
في الوقت الذي كان فيه السوفيات يركزون مزيدا من فرقهم المدرعة أعلى نهر تشير، ألح مانشتاين على القيادة العليا لتزويده بقوات إضافية فلم يكن ممكنا كسر الطوق عن ستالينغراد بفرقتي بانزر فقط، مطالبا بتعزيز قواته بفيلق البانزر 3 من مجموعة الجيوش «أ» لكن هذه الأخيرة رفضت التخلي عنه. التأخر الذي رافق بداية العملية جعل فرقتي البانزر 17 والمشاة 306 (كان مانشتاين قد وعد بهما سابقا) قريبتين من الوصول، لكن هتلر كان أمر بتوجيه فرقة البانزر 17 لاحتياطي القوات وراء الجيش الثامن الإيطالي  الذي يحمي الجناح الشرقي لمجموعة الدون والغربي لمجوعة الجيوش «ب»، خوفا من هجوم سوفياتي كبير مباغت أما فرقة المشاة 306 فوصلت متأخرة عن بداية المرحلة الأولى للعملية.
في الجانب الآخر كان غيورغي جوكوف قد استعمل 11 جيشا في «عملية أورانوس»، 7 منها أحاط بها ستالينغراد من كل الجهات (الـ21، الـ24، الـ57، الـ62 ، الـ64، الـ65، الـ66)، ولدعم هجومه شحن أكثر من 420 دبابة و111,000 جنديا و556 قطعة مدفعية عبر نهر الفولغا في مدة 3 أسابيع. تعداد الجيش الأحمر مع القوات الجوية في المنطقة بلغ مليون جندي، 13,500 قطعة مدفعية، 890 دبابة، 1,100 طائرة، تنتظم هذه القوات في 66 فرقة بنادق، 5 فيالق دبابات، لواء ميكانيكي واحد، فيلق خيالة واحد، 127 فوج مدفعية وهاون. كان الجيش الأحمر يركز قواته تحسبا لأي هجوم ألماني واستعدادا لبداية المرحلة الثانية من حملته العسكرية الشتوية والتي أطلق عليها «عملية زحل» بهدف الهجوم نحو مدينة روستوف لتطويق مجموعة الجيوش «أ» في القوقاز وعزلها عن باقي الجيوش الألمانية. وضع السوفيات جيش الحرس الثاني في احتياطي جبهة الدون، في حين واصل جيش الصدمة الخامس مع جيش الدبابات الخامس الهجوم على جيش هوليدت، أما الجيش 51 السوفياتي المتمركز أسفل نهر أكساي فقد وضع خط دفاع مكونا من فيلق مشاة وفيلق خيالة وكان ذاك خط دفاع السوفيات الأول الذي على الألمان تجاوزوه.

## مراحل العملية

### بداية الهجوم الألماني

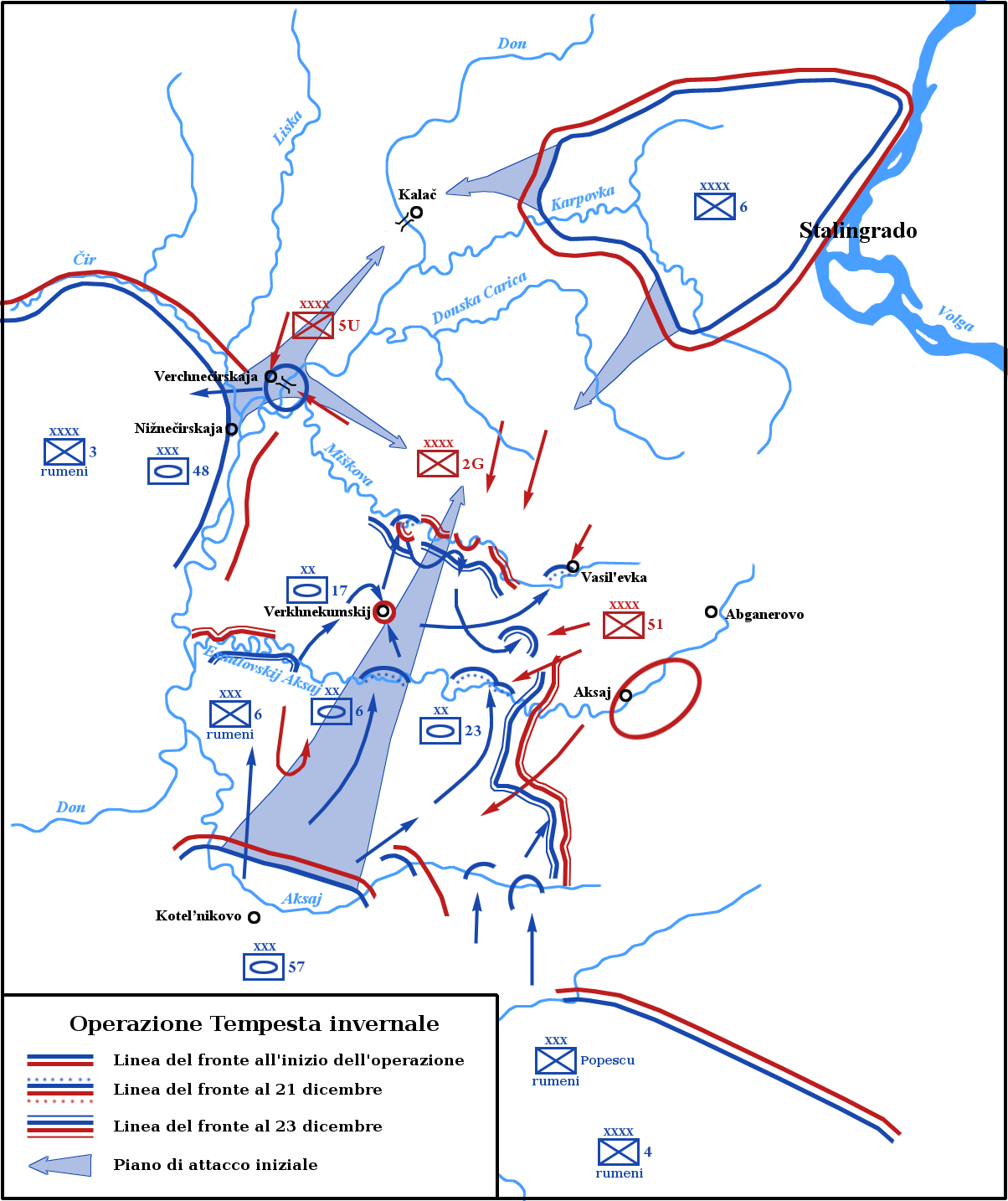
مراحل عملية عاصفة الشتاء

في 12 ديسمبر 1942، بدأ الجيش الرابع بانزر زحفه الشمالي الشرقي نحو القوات الألمانية المحاصرة بفرقتي بانزر بهما 230 دبابة تشكل القوة الهجومية والفيلقين الرومانيين 6 و7 لحماية الجانبين الأيسر والأيمن على التوالي. فرقتا البانزر 6 و23 تمكنتا من تحقيق تقدم كبير حيث تمكنت بعض الوحدات من تحقيق تقدم بلغ 50 كيلومتر في اليوم الأول فقط، ساعد على ذلك عامل المفاجأة حيث أن «ستافكا» لم تتوقع أن تكون بداية الهجوم الألماني قريبة جدا، لذا كانت المقاومة ضعيفة في البداية. حاول الجنرال فاسيليفسكي مهاتفة ستالين بخصوص سحب جيش الحرس الثاني من احتياطي قوات جبهة ستالينغراد واستعماله لإيقاف التقدم الألماني لكن ستالين رفض ذلك، تدخل الجنرال يريومينكو قائد جبهة ستالينغراد ليرسل الفيلقين الميكانيكيين 4 (من جيش الصدمة الخامس) و13 (من الجيش 51) لإيقاف الهجوم الألماني  وألح على ستالين لسحب جيش الحرس الثاني من جبهة الدون إلى جبهته لدعم دفاعاته. أجبر تقدم فرقة البانزر 6 فرقة البنادق 302 السوفياتية التي تبعثرت قواتها على التراجع، في حين كانت فرق الخيالة مرهقة من المعارك التي خاضتها في الأيام السابقة ولم تستطيع تشكيل مقاومة فعلية أمام التقدم الألماني. حاول بعدها الجيش 51 إقامة جدار دفاعي في الضفة العليا لنهر أكساي لمنع الألمان من عبور جسر «زاليفسكي» (Zalivskiy) والتوجه صوب قرية «فيركن-كومسكي» (Verkhne-Kumsky)، لكن ذلك لم يصمد في وجه تقدم دبابات البانزر.
صباح الـ13 ديسمبر، تمكن الفيلق 57 من اختراق الدفاع السوفياتي واحتلال جسر زاليفسكي ليبدأ العبور والتقدم صوب فيركن-كومسكي والمتواجدة على بعد حوالي 10 كلم من الجسر في منتصف الطريق بين نهري أكساي وميشكوفا. في اليوم الموالي عزز السوفيات خطوطهم الدفاعية بما يقرب عن 300 دبابة سعيا منهم لإيقاف التقدم الألماني بينما كانت وحدات فيلق البانزر 57 تتوجه ببطئ صوب فيركن-كومسكي. أثناء ذلك وصلت أنباء عن تقدم الفيلق الميكانيكي 13 السوفياتي من جنوب شرق القرية، توجهت على الفور إحدى كتائب الفرقة 6 لملاقاته بعيدا بحوالي 4 كلم عن القرية. في أول اشتباك حصل مع الدبابات السوفياتية تمكنت دبابات البانزر من اصطياد المدرعات السوفياتية من مدى بعيد مدمرة 32 دبابة. الوحدات الأخرى التي توجهت لفيركن-كومسكي تمكنت من احتلالها، لكن بالضواحي الشمالية والشرقية للقرية أقامت القوت السوفياتية خط دفاع قوي شكلته خاصة دبابات تي-34 والمدافع المضادة للدبابات.
في اليوم الموالي هاجمت فرقة البانزر 6 باتجاه شمال القرية محاولة الاختراق والالتفاف حول السوفيات لكن دون جدوى، أثناء ذلك وصلت الفرقة 6 نداءات الجنود الألمان المتحصنين داخل فركين-كومسكي بعد أن هوجموا من قبل الجنود والدبابات السوفياتية، عادت الفرقة 6 أدراجها لكن ذخائرها خاصة منها الخارقة للدروع كانت قريبة من النفاذ، تمكن الألمان من دحر القوات المهاجمة، لكن ليس لمدة طويلة بعد أن قام الفيلق الميكانيكي 4 بهجوم آخر، لتضطر القوات الألمانية أمام نفاذ الذخائر والوقود للانسحاب كليا نحو جسر زاليفسكي ويعيد السوفيات احتلال القرية. كانت الخسائر السوفاتية كبيرة لكن الفرقة 6 خسرت أيضا عددا من دباباتها.
تواصلت المعركة يومين آخرين، تناوب فيها احتلال فركين-كومسكي عدة مرات بين السوفيات والألمان ولكن في الأخير تمكن الألمان من احتلال القرية يوم 17 ديسمبر، بعد الدعم الجوي من مقنبلات ستوكا والتحاق فرقة البانزر 17 بالقوات المهاجمة بعد موافقة هتلر على ذلك. الخسائر التي تلقتها فرقة البانزر 6 في فيركن-كومسكي كانت مؤثرة وحصلت معها على بعض الراحة لترميم قواتها، تصليح الدبابات المصابة وإعادة المعطوبة إلى فرق الإصلاح. لكن الألمان خسروا أي أمل في مشاركة جيش هوليدت بعد خسارة رأس جسر «فيركن شيرسكي» واضطرارهم لتدميره.

### الرد السوفياتي
أجبر هجوم الجيش الرابع بانزر «الستافكا» وستالين على إعادة حساباتهم بشأن «عملية زحل» التي تم التخطيط لها، والسماح بنقل جيش الحرس الثاني من احتياطي قوات جبهة ستالينغراد ليتم نشره أعلى نهر ميشكوفا بحلول يوم 15 ديسمبر لمواجهة التقدم الألماني. كان الجيش مؤلفا من 90,000 جندي. «عملية زحل» تم تعديلها إلى «عملية زحل الصغير» وبدلا من أن يكون هدفها مهاجمة مدينة «روستوف» لعزل مجموعة الجيوش «أ»، صار الهدف تدمير الجيش الثامن الإيطالي الذي يغطي الجناح الأيسر لمجموعة الدون ومن ثمة مهاجمتها من الخلف، وحدد يوم 16 ديسمبر موعدا لبداية العملية. واصل الفيلقان 4 و13 محاولتهما تأخير القوات الألمانية إلى غاية نشر جيش الحرس الثاني، لكن وصول هذا الأخير تعطل بسبب العواصف الثلجية وجاهزيته لن تكون قبل يوم 19 ديسمبر.
يوم 16 ديسمبر شنت الجيوش السوفياتية (جيش الحرس الأول، جيش الحرس الثالث والجيش السادس) «عملية زحل الصغير» مهاجمة الجيش الثامن الإيطالي الذي ورغم مقاومة الأولية العنيدة، تمكن السوفيات من تجاوزه جزئيا بحلول يوم 18 ديسمبر. لم يكن للألمان قوات احتياط لدعم الإيطاليين بعدما التحقت فرقة البانزر 17 بالقوات المهاجمة يوم 16 ديسمبر، ما جعل جناح مجموعة الدون الأيسر مهددا، ناهيك عن وجود مدينة «روستوف» تحت تهديد جيش الحرس الثالث واحتلالها يعني تطويق وعزل كل من مجموعة الجيوش «أ» ومجموعة جيوش الدون، ومع الخسائر التي لحقت بالفرق الألمانية أثناء تقدمها غلى نهر ميشكوفا، كل ذلك اضطر مانشتاين إلى إعادة النظر في مواصلة الهجوم. قائد جيوش الدون رأى أن مجموعته لن تكون قادرة على مواجهة معركة حاسمة في جناحها الأيسر ومواصلة القتال لتحرير الجيش السادس، خاصة بعد أن تباطأ تقدم القوات المهاجمة التي صارت مجبرة على خوض معارك دفاعية أمام استمرار السوفيات نشر قواتهم في طريقها وكذا رفض باولوس اقتراحه بشأن اختراق الجيش السادس للحصار والزحف نحو الجنوب لملاقة الجيش الرابع بانزر وتوحيد القوات «بأمر من الفوهرر».

### الانهيار
يوم 19 ديسمبر أعاد الامل لمنشتاين بعد تمكن الفيلق 57 من احتلال ونصب رأس جسر في الضفة الأخرى لنهر ميشكوفا وصار بعيدا بمسافة 48 كلم (30 ميل) عن مارينوفكا أقرب نقطة يسيطر عليها الجيش السادس، مانشتاين رأى أن الفرصة قد أتت والوقت قد حان للجيش السادس كي يكسر الحصار ويتجه نحو الجنوب الغربي لملاقاة الجيش الرابع بانزر، لذلك قام بتحضير قافلة تحمل 3,000 طن من الإمدادات للجيش السادس من أجل تزويده بالذخيرة والوقود لإستعادة قوته النارية وإكسابه حرية حركته بعد معاناته نقص الذخيرة والوقود طيلة مدة الحصار.
وافق هتلر على مخطط مانشتاين الذي يعتمد على كسر الجيش السادس للحصار والهجوم الجنوبي الغربي من أجل الالتقاء بفرق الجيش الرابع بانزر، لكنه رفض الخروج التام من ستالينغراد واشترط بقاء الجيش السادس بها. باولوس رفض المجازفة كونه يعاني من نقص الوقود الذي لن يمكن آلياته من الهجوم والتقدم أكثر من 32 كلم (20 ميل) إضافة إلى أن التقدم يعني قتال السوفيات وهو يملك أقل من 70 دبابة قابلة للتشغيل وأفراد مشاته لن يستطيعوا القتال ومواصلة التقدم على أقدامهم وسط الثلوج والعواصف. الجدال بين مانشتاين، هتلر وباولوس حول خروج الجيش السادس من عدمه استمر عدة أيام.
إلى غاية 21 ديسمبر، باءت جميع محاولات الفيلق 57 للتقدم أبعد من نهر ميشكوفا بالفشل، واضطر الجيش الرابع بانزر لإحكام خط جبهته لأيام مواصلا خلالها التقدم واختراق الدفاع السوفياتي، لكن ظهرت عدم قدرته على تحقيق مزيد من التقدم من دون تلقي المساعدة من الجيش السادس خصوصا بعد دعم السوفيات مواقعهم بجيش الحرس الثاني. هتلر كان مازال يرفض ترك ستالينغراد وباولوس يمانع المجازفة بإخراج الجيش السادس. السوفيات بدأوا هجومهم على جناح مجموعة الدون الأيسر وجيش هوليدت بعد تجاوزهم للجيش الإيطالي. أمام ذلك اضطر قائد مجموعة جيوش الدون مساء يوم 23 ديسمبر لتوجيه الفيلق 48 بانزر من منطقة تشير لإحكام الجناح الأيسر لجيش هوليدت مع نشر الفرقة 6 بانزر في منطقة تشير لسد الفراغ الذي تركه الفيلق 48 بانزر. أبلغ هتلر مانشتاين بعد ذلك أن كتيبة من دبابات التايغر ستصل لدعم هجومه وأن عليه إحكام خط جبهته في نهر ميشكوفا، لكن الجيش الرابع لم يستطع الصمود بعد سحب الفرقة 6 بانزر في وقت كان يحتاج فيه مزيدا من الدعم لقواته، واضطر مانشتاين يوم 24 ديسمبر لسحب كل قواته بعد الهجوم السوفياتي على مطار تاتيسنسكايا. لتكون تلك نهاية «عملية عاصفة الشتاء».